# Francesco Argentino
Francesco Argentino, dit le cardinal d'Ancône, (né v. 1450 à Venise, République de Venise et mort le 23 août 1511 à Rome) est un cardinal italien du XVIe siècle. Son père est originaire de Strasbourg, Argentinensis en latin, d'où son nom.

## Biographie
Francesco Argentino étudie à l'université de Padoue. Il est chanoine à Venise ou Padoue et curé de Salzano. Il va à Rome et y est familier avec le cardinal  Giuliano della Rovere, le futur pape Jules II. En 1506 il est nommé évêque de Concordia.
Il est créé cardinal par le pape Jules II lors du consistoire du 10 mars 1511.

## Sources
- Fiche du cardinal Francesco Argentino sur le site de la Florida International University